# Barraca de la Foradada 3
La Barraca de la Foradada 3 és una barraca de vinya de Calafell (Baix Penedès) protegida com a Bé Cultural d'Interès Local.

## Descripció
Es tracta d'una edificació d'ús agrícola amb un sol espai interior i una porta d'entrada que, actualment, està en ruïnes.
Els murs i la volta són fets de peces irregulars de pedra unides en sec amb l'ajut de falques, també de pedra, de dimensions més petites. Els murs tenen un rebliment de pedruscall